# Velije
Velije är ett samhälle i Bosnien och Hercegovina.   Det ligger i entiteten Republika Srpska, i den västra delen av landet, 140 km nordväst om huvudstaden Sarajevo. Velije ligger 444 meter över havet och antalet invånare är 113.
Terrängen runt Velije är huvudsakligen kuperad, men åt nordväst är den bergig. Velije ligger nere i en dal som går i nord-sydlig riktning. Närmaste större samhälle är Mrkonjić Grad, 19,1 km öster om Velije. 
I omgivningarna runt Velije växer i huvudsak lövfällande lövskog. Runt Velije är det ganska tätbefolkat, med 67 invånare per kvadratkilometer.